# Station Breuillet - Village
Breuillet - Village is een station aan lijn C van het RER-netwerk gelegen in de Franse gemeente Breuillet in het departement Essonne.